# Фаустов Михайло Васильович
Михайло Васильович Фаустов (1902, місто Єлець Орловської губернії, тепер Липецької області, Російська Федерація — 1959, місто Миколаїв Миколаївської області) — український радянський діяч, робітник, секретар парткому механічного цеху Миколаївського суднобудівного заводу № 198 імені Марті Миколаївської області. Депутат Верховної Ради СРСР 1-го скликання.

## Біографія
Народився в бідній селянській родині. Освіта початкова. Трудову діяльність розпочав у 1912 році пастухом. З 1914 року — робітник-чорнороб млина села Рябінки Орловської губернії. У 1916—1918 роках — ремонтний робітник станції Казанки Орловської губернії. З 1918 року працював учнем, підмайстром шевця в селі Рябінки Орловської губернії.
У 1924—1926 роках служив на Балтійському флоті. У 1926 році переведений до міста Миколаєва, де до 1928 року служив старшиною-мінером Чорноморського флоту.
Член ВКП(б) з 1928 року.
У 1928—1937 роках — робітник, мідник Миколаївського суднобудівного заводу № 198 імені Марті. У 1937—1938 роках — секретар парткому корпусного (механічного) цеху Миколаївського суднобудівного заводу № 198 імені Марті Миколаївської області.
У 1939—1941 роках — студент Промислової академії імені Сталіна у місті Ленінграді.
Під час німецько-радянської війни з 1941 по 1944 рік служив у Червоній армії: боєць 732-го полку 235-ї стрілецької дивізії Ленінградського фронту, потім — комісар Північного загону Балтійського фронту.
У 1944 повернувся до міста Миколаєва. У 1944—1948 роках — парторг ЦК ВКП(б) Миколаївського будівельного тресту № 44.  Миколаївської області. У 1948—1952 роках — директор Миколаївської макаронної фабрики. У 1952—1959 роках — начальник Миколаївської житлово-комунальної організації (ЖКО), завідувач майстерень Миколаївського міськпромкомбінату, директор Новоодеського райпромкомбінату.

## Нагороди
- орден Червоного Прапора
- орден Червоної Зірки
- медаль «За оборону Ленінграда»